# La Cuaima
La Cuaima es una telenovela venezolana producida y transmitida por RCTV entre los años 2003 y 2004. Es una historia original de Carlos Pérez.  
Protagonizada por Catherine Correia y Jonathan Montenegro, y con las participaciones antagónicas de Chantal Baudaux, Juan Carlos Alarcón, Ámbar Díaz y la participación estelar de Luis Fernández, Dora Mazzone, Flor Elena González, Margarita Hernández y con los primeros actores de Julie Restifo y Luis Gerardo Núñez.

## Sinopsis
El amor, la avaricia y la ambición, son transformaciones sorprendentes que empujan a una humilde y bondadosa jovencita a jugar el rol de una mujer peligrosa y astuta, dentro de intrincada trama de "La Cuaima". Carmencita Meléndez (Catherine Correia) no tiene nada que pueda llamar suyo, ni siquiera la simple dote de un cuerpo de mujer. Sin embargo, su genialidad matemática capta la atención de un maquiavélico profesor cuya perversa alma marcará a Carmencita de por vida. El talento intelectual de Carmencita también tendrá un papel esencial en el éxito académico del caprichoso Simón Alvarenga (Jonathan Montenegro). Sin embargo, él la necesita para mucho más que eso. Para recibir su inmensa herencia, tendrá que depender de ella. Pero ¿quién podría prever que Carmencita terminaría enamorándose perdidamente de Simón?.
¿Acaso no es suficiente que la madre de Carmencita y el tío de Simón hayan sido amantes en su juventud?. ¿Y qué sucedió con el bebé de estos dos amantes que se unieron bajo las estrellas?. Por desdicha, Carmencita hereda una rara y peligrosa enfermedad que lleva a su madre a la tumba y como resultado empuja a Carmencita a una nueva vida llena de retos.
Armada de un cuerpo nuevo y voluptuoso para combinarlo con su inteligencia, Carmencita planea despojar a Simón de todo lo que tiene y en el proceso se enfrenta a la acusación de participar en el asesinato de su rival. Y luego, en medio de su desastrosa transformación, se enfrenta con la muerte. Atrapada entre el amor y la necesidad de justicia, Carmencita lucha internamente con sus dos personalidades.
Al final, Carmencita y Simón terminan unidos en su amor. El ha corregido los errores que lo llevaron a subestimar e ignorar el amor femenino, y Carmencita ha logrado la posición de una mujer que realmente siente amor por sí misma y es respetada en un mundo de injusticia y tiranía.

## Elenco
- Catherine Correia - Carmen "Carmencita" Meléndez
- Jonathan Montenegro - Simón Alvarenga
- Chantal Baudaux - Alfonsina Russo "La Nena"
- Juan Carlos Alarcón - Juan Pescao
- Dora Mazzone - Modesta Meléndez
- Luis Gerardo Núñez - Basilio Alvarenga
- Ámbar Díaz - Yamileth Cáceres Rovaina
- Juan Carlos Tarazona - Leonardo Cáceres Rovaina
- Alejandro Otero - Celso Russo
- Juliet Lima - Daisy Chacón
- Flor Elena González - Pepita Hamilton
- María Alejandra Colón - Carolina "Caro" de Russo
- Carlos Arreaza - Alexis Barragán
- Joel Borges - Bill
- Aileen Celeste - Verónica
- Kimberly Dos Ramos - Bambi Cáceres Rovaina
- Luis Fernández - Cristo Jesús Guédez
- Margarita Hernández - Luisa Russo
- Gioia Arismendi - Maigualida Campos
- Ralph Kinnard - Jack
- Vito Lonardo - Don Piero Russo
- Gabriel López - Coco O'Brian
- Sandy Olivares - José David
- Leopoldo Regnault - Comisario Montoya
- Julie Restifo - Arminda Rovaina de Cáceres
- Aura Rivas - Matea Guaramato
- Victoria Roberts - Elvia "La Comadre"
- Javier Valcárcel - Cruz Esteban Guédez
- Ligia Petit - Elda Ramírez
- Marcos Campos - Emilio Uzcátegui
- Deyalit López - Maria Gabriela "Gaby" Gervasi
- Gleybert Thesman - Comisario Osorio
- Alexander Espinoza - Evelio Rocafuerte
- Anabell Picca - Doble de Riesgo
- Ana Gabriela Barboza
- Elisa Stella - La Monja (participación especial)
- Magaly Urbina - Presa

## Producción
- Titular de Derechos de Autor de la obra original - Radio Caracas Televisión (RCTV) C.A.
- Producida por - Radio Caracas Televisión C.A.
- Vice-Presidente de Dramáticos, Humor y Variedades RCTV Radio Caracas Televisión C.A. - José Simón Escalona
- Historia original - Carlos Pérez
- Libretos - Carlos Pérez, Ana Teresa Sosa, Julio César Mármol Olivares, Carolina Mata, Verónica Álvarez
- Dirección general - Olegario Barrera
- Producción ejecutiva - Jhonny Pulido Mora
- Producción general - Hernando Faría
- Director invitado - Otto Rodríguez
- Dirección de exteriores - Arturo Páez
- Producción de exteriores - Mileyba Álvarez
- Musicalización - Rómulo Gallegos
- Música incidental y compuesto por - Vinicio Ludovic
- Coordinador - Pablo Vivas
- Sonido - Franklin Ostos
- Diseño de vestuario - Patricia Busquets
- Dirección de arte - Rosa Helena Arcaya
- Edición - Ray Suárez
- Dirección de fotografía - Rafael Marín
- Escenografía - Elisette De Andrade

## Temas musicales
- Soy mujer de La India: (Tema principal)
- Y llegaste tú de Sin Bandera: (Tema de Carmencita y Simón)
- Sin querer de Bacanos: (Tema de Daysi y Leonardo)
- Ay ay ay de José Alfonso Quiñones: (Tema de Yamileth y Juan Pescao)

- Datos: Q5963098